# Liste des dames de la Croix étoilée

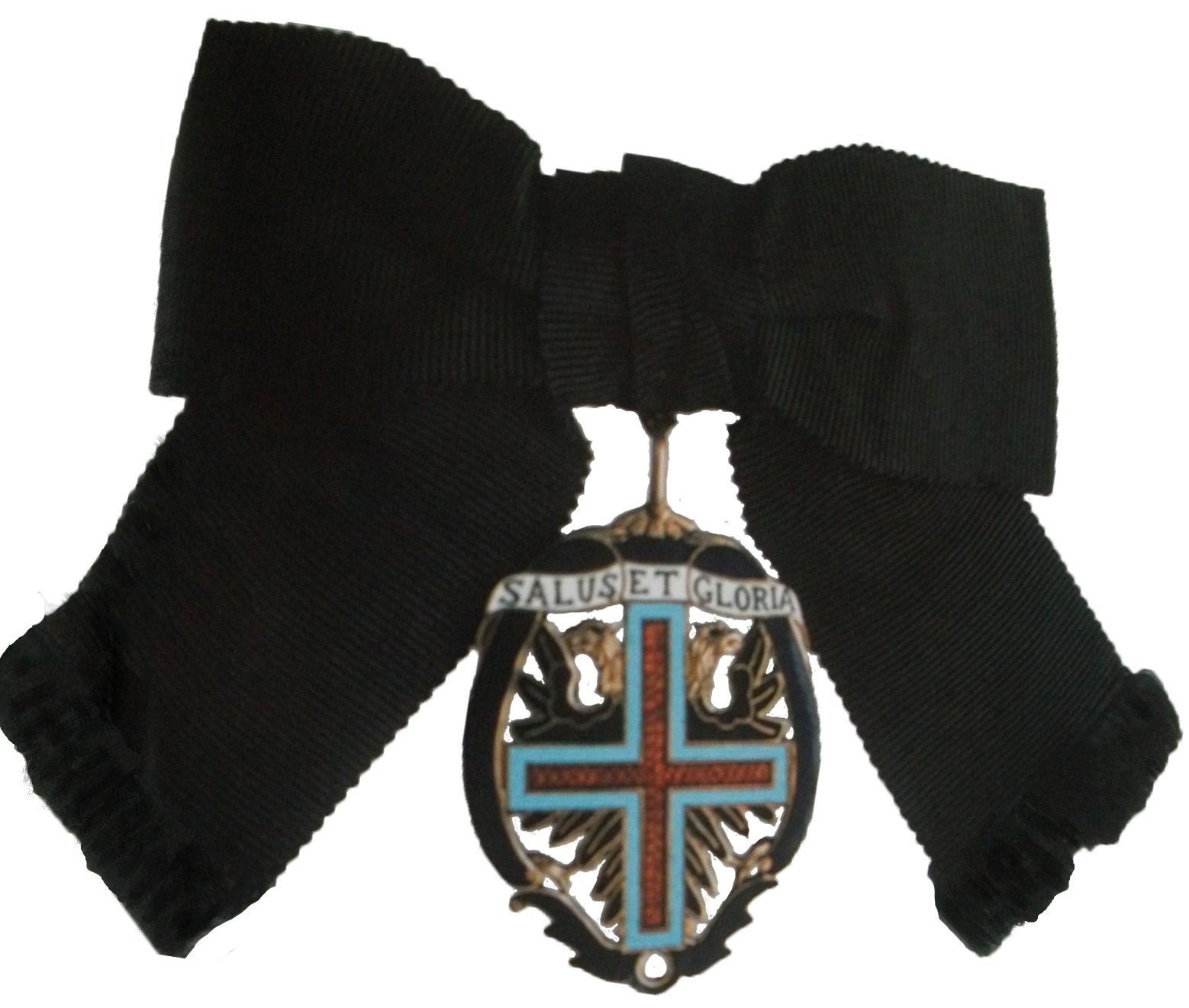
La croix de l'ordre.

Cet article présente la liste liste des nobles dames de l'ordre de la Croix étoilée, un ordre impérial, catholique et féminin fondé en 1668 par l'impératrice douairière Éléonore de Nevers-Mantoue.

## Liste des grandes maîtresses
1. 18 septembre 1668 - 6 décembre 1686 : Éléonore de Nevers-Mantoue
2. 6 décembre 1686 - 19 janvier 1720 : Éléonore de Neubourg
3. 19 janvier 1720 - 10 avril 1742 : Wilhelmine-Amélie de Brunswick-Lunebourg
4. 10 avril 1742 - 21 décembre 1750 : Élisabeth-Christine de Brunswick-Wolfenbüttel[2]
5. 21 décembre 1750 - 29 novembre 1780 : Marie-Thérèse d'Autriche
6. 29 novembre 1780 - 15 mai 1792 : Marie-Louise d'Espagne
7. 15 mai 1792 - 13 avril 1807 : Marie-Thérèse de Bourbon-Naples
8. 6 janvier 1808 - 29 octobre 1816 : Marie-Louise de Habsbourg-Lorraine-Este
9. 29 octobre 1816 - 9 février 1873 : Caroline-Auguste de Bavière
10. 9 février 1873 - 10 septembre 1898 : Élisabeth de Wittelsbach
11. 10 septembre 1898 - 12 novembre 1918 : Marie-Josèphe de Saxe
12. 12 novembre 1918 - 10 mai 1951 : Zita de Bourbon-Parme
13. 10 mai 1951 - 3 février 2010 : Regina de Saxe-Meiningen
14. depuis le 3 février 2010 : Gabriela de Habsbourg

## Éléonore de Nevers-Mantoue (1668-1686)
| Date        | Dame                       | Remarque                              |
| ----------- | -------------------------- | ------------------------------------- |
| 23 mai 1675 | Maria Pico della Mirandola | Co-régente de Mirandole et Concordia. |

## Éléonore de Neubourg (1686-1720)
| Date              | Dame                                           | Remarques                                                                                                 |
| ----------------- | ---------------------------------------------- | --- |
| 3 mai 1699        | Wilhelmine-Amélie de Brunswick-Lunebourg       | Impératrice du Saint-Empire, troisième grande-maîtresse de l'ordre, épouse de Joseph Ier du Saint-Empire. |
| 3 mai 1699        | Marie-Madeleine d'Autriche                     | Fille de Léopold Ier du Saint-Empire et d'Éléonore de Neubourg.                                           |
| 14 septembre 1703 | Élisabeth-Charlotte de Bavière                 | Duchesse d’Orléans.                                                                                       |
| 3 mai 1707        | Marie-Casimire-Louise de La Grange d'Arquien   | Reine douairière de Pologne.                                                                              |
| 3 mai 1707        | Maria Joanna Élisabeth Louise de Schwarzenberg | Princesse douairière de Lobkowitz.                                                                        |
| 3 mai 1707        | Marie-Caroline de Liechtestein                 | Comtesse de Salm.                                                                                         |
| 3 mai 1707        | Lamberte Constance du Faing                    | Comtesse des Armoises.                                                                                    |
| 3 mai 1708        | Élisabeth-Christine de Brunswick-Wolfenbüttel  | Impératrice du Saint-Empire, quatrième grande-maîtresse de l'ordre, épouse de Charles VI du Saint-Empire. |
| 3 mai 1709        | Marie-Josèphe d'Autriche                       | Reine de Pologne.                                                                                         |
| 3 mai 1709        | Françoise-Josèphe de Portugal                  | Fille de Pierre II de Portugal et de Marie-Sophie de Neubourg.                                            |
| 3 mai 1710        | Bénédicte d'Este                               | Fille de Renaud III de Modène et de Charlotte-Félicité de Brunswick-Calenberg.                            |
| 3 mai 1710        | Amélie d'Este                                  | Fille de Renaud III de Modène et de Charlotte-Félicité de Brunswick-Calenberg.                            |
| 5 mai 1710        | Louise von Weix                                | |
| 5 mai 1710        | Élisabeth von Speet                            | |
| 14 septembre 1710 | Marie-Charlotte Sobieska                       | Princesse de Turenne.                                                                                     |
| 14 septembre 1710 | Maria Rosalia von Grienthal                    | |
| 14 septembre 1711 | Marie-Amélie d'Autriche                        | Impératrice du Saint-Empire et électrice de Bavière, épouse de Charles VII du Saint-Empire.               |
| 14 septembre 1711 | Clara Josepha von Eynatten                     | |
| 3 mai 1712        | Anna Theodora von Haeck                        | |
| 14 septembre 1712 | Marie-Léopoldine de Löwenstein                 | |
| 14 septembre 1712 | Marie-Victoire de Voordt                       | |
| 14 septembre 1712 | Marie-Aloyse von Grienthal                     | Margravine de Wemmel.                                                                                     |
| 3 mai 1713        | Marie-Clémentine Sobieska                      | Épouse de Jacques François Stuart.                                                                        |
| 3 mai 1713        | Maria Catharina von Trautson                   | |
| 3 mai 1713        | Maria Theresia Kollonitz                       | Marquise Rofrano.                                                                                         |
| 3 mai 1713        | Anna von Borwitz-Seydlitz (de)                 | |
| 3 mai 1713        | Maximilienne de Montfort                       | Comtesse de Lodron.                                                                                       |
| 3 mai 1713        | Anne-Isabelle de Bemelberg                     | |
| 3 mai 1713        | Maria Josefa von Ulm                           | Baronne von Ragneck.                                                                                      |
| 3 mai 1713        | Maria Elisabeth von Littenfels                 | Baronne von Wefelds.                                                                                      |
| 3 mai 1713        | Joanna Susanna van Sterkuys                    | Princesse von Lumbomirsky.                                                                                |
| 3 mai 1713        | Gabriela von und zu Liechtenstein              | |
| 3 mai 1713        | Esther Weltz                                   | Baronne Ogelvy.                                                                                           |
| 3 mai 1713        | Maria Isabella Antonia von Hatzfeld            | Comtesse von Schellardt.                                                                                  |
| 3 mai 1713        | Marie-Thérèse de Bereni                        | Comtesse d'Erdodi.                                                                                        |
| 3 mai 1714        | Theresia von Goldstein                         | |
| 14 septembre 1714 | Susanna von Cziczy                             | |
| 14 septembre 1714 | Theresia Constacia von Daun                    | |
| 14 septembre 1714 | Anna Eleonora von Palfzy                       | |
| 3 mai 1715        | Maria Sophia zu Franckenberg                   | |
| 3 mai 1715        | Anne-Marie-Josèphe de Trazegnies               | Baronne de Longchamps.                                                                                    |
| 3 mai 1716        | Augusta-Dorothée de Brunswick-Wolfenbüttel     | Princesse-abbesse souveraine de Gandersheim.                                                              |
| 3 mai 1716        | Henriette d'Este                               | Duchesse de Parme puis landgravine de Hesse-Darmstadt.                                                    |
| 1718              | Marie-Thérèse-Isidore de Lannoy                | Comtesse von Königsegg-Rotenfels.                                                                         |

## Wilhelmine-Amélie de Brunswick-Lunebourg (1720-1742)
| Dates             | Dame                                                 | Remarques                                                                |
| ----------------- | ---------------------------------------------------- | ------------------------------------------------------------------------ |
| 1721              | Anne Louis Françoise von Nassau-Siegen               | Vicomtesse d'Oomberghes.                                                 |
| 3 mai 1722        | Anne-Françoise de Gavre d'Ayseaux                    |                                                                          |
| 3 mai 1722        | Henriette-Gabrielle de Gourcy-Affléville             | Épouse d'Ignace de Gournay puis de Claude Francois de Toustain de Viray. |
| 3 mai 1727        | Eleonora di Sforza                                   | Marquise de San Marco.                                                   |
| 3 mai 1727        | Maria Josepha Boxador                                | Gräfin von Savalla.                                                      |
| 3 mai 1727        | Maria Elisabeth von Dietrichstein                    |                                                                          |
| 3 mai 1727        | Maria Gabriella von Starnberg                        |                                                                          |
| 3 mai 1727        | Maria Rosalia von Sturck                             |                                                                          |
| 3 mai 1727        | Maria Franciszka von Stein                           |                                                                          |
| 3 mai 1727        | Maria Anna von Althan                                |                                                                          |
| 3 mai 1727        | Francisca Pöllaca                                    |                                                                          |
| 3 mai 1727        | Marie-Auguste de Tour et Taxis                       | Duchesse de Wurtemberg.                                                  |
| 3 mai 1727        | Maria Cavriani                                       | Comtesse von Althan.                                                     |
| 3 mai 1727        | Fulvia di Monte Pagano                               | Princesse di Trecassa.                                                   |
| 3 mai 1727        | Teresia von Michin                                   | Comtesse von Potting.                                                    |
| 3 mai 1727        | Aloysia von Kinsky                                   | Comtesse von Wurben.                                                     |
| 3 mai 1727        | Cornelia Zoboli                                      | Comtesse di Cessi.                                                       |
| 3 mai 1727        | Carolina di Colonna                                  | Comtesse de Defours.                                                     |
| 3 mai 1727        | Maria Christina von Traunstein                       |                                                                          |
| 3 mai 1727        | Maria Carlotta von Kunig                             | Comtesse de Clari.                                                       |
| 3 mai 1727        | Maria Christina von Abensperg                        | Comtesse von Peyersperg.                                                 |
| 3 mai 1727        | Judith von Bereny                                    | Baronne von Zay.                                                         |
| 3 mai 1727        | Eleonora von und zu Furstenberg                      | Comtesse von Brünner.                                                    |
| 3 mai 1727        | Maria Anna von Kaunitz                               | Baronne de Vernier.                                                      |
| 3 mai 1727        | Maria Michaela von Verdebergh                        |                                                                          |
| 3 mai 1727        | Teresia von Strattman                                | Comtesse von Batthyan.                                                   |
| 3 mai 1727        | Julia di Antonini                                    | Comtesse di Gorgo.                                                       |
| 3 mai 1727        | Maria Margherita von Strattman                       | Comtesse di Confalonieri.                                                |
| 3 mai 1727        | Maria von Ostein                                     | Comtesse von Waldpot.                                                    |
| 14 septembre 1727 | Maria Anna von Lamberch                              |                                                                          |
| 14 septembre 1727 | Enrestina von Fuchs                                  |                                                                          |
| 14 septembre 1727 | Christina Strozza                                    | Marquise Ferreri.                                                        |
| 14 septembre 1727 | Laura Carraciola di Amoroso                          | Duchesse Consano.                                                        |
| 14 septembre 1727 | Begina Gustava von Lychnovski                        | Comtesse von Sedlynski.                                                  |
| 14 septembre 1727 | Teresia di Archinto                                  | Marquise di Lucini.                                                      |
| 14 septembre 1727 | Maria Anna von Kinsky                                |                                                                          |
| 14 septembre 1727 | Margharita di Cyriancin                              |                                                                          |
| 14 septembre 1727 | Maria Joanna di Somma                                | Princesse di Supino.                                                     |
| 14 septembre 1727 | Maria Anna von Kufstein                              | Freifrau von Unverzagt.                                                  |
| 14 septembre 1727 | Maria Guadagni                                       |                                                                          |
| 14 septembre 1727 | Teresia von Breuner                                  |                                                                          |
| 14 septembre 1727 | Ludovika Sacromosa-Rombaldi                          |                                                                          |
| 14 septembre 1727 | Maria Rosalia von Nesselrode                         | Comtesse de Rivière d'Arschot.                                           |
| 14 septembre 1727 | Josepha Benigna von Pedatz                           | Comtesse von Heissenstein.                                               |
| 14 septembre 1727 | Victoria di Valle-Piccolomini                        |                                                                          |
| 14 septembre 1727 | Maria Renata von Trautmansdorf                       | Comtesse von Mertzin.                                                    |
| 14 septembre 1727 | Amelia Josepha von Bruchman                          | Comtesse von Wengertsky.                                                 |
| 14 septembre 1727 | Sophie Korkozova                                     |                                                                          |
| 3 mai 1728,       | Marie-Thérèse d'Autriche                             | Impératrice du Saint-Empire, cinquième grande-maîtresse de l'ordre.      |
| 3 mai 1728,       | Silvia Margreta Witchowitz                           | Comtesse von Barbo.                                                      |
| 3 mai 1728,       | Maria Anna von Althan                                | Baronne von Sickingen.                                                   |
| 3 mai 1728,       | Maria Teresia von Althan                             |                                                                          |
| 3 mai 1728,       | Maria Anna von Proscau                               |                                                                          |
| 3 mai 1728,       | Christine de Salm                                    | Princesse de Hesse-Rheifels.                                             |
| 3 mai 1728,       | Éléonore de Löwenstein-Wertheim                      | Landgravine de Hesse-Rheinfels.                                          |
| 3 mai 1728,       | Catharina von Rocca                                  | Princesse d'Alcontres.                                                   |
| 3 mai 1728,       | Charlotte Spinelli de Seminara                       | Marquise di Fascaldo.                                                    |
| 3 mai 1728,       | Anna Theresia von Sinzendorf                         | Comtesse von Abensberg.                                                  |
| 3 mai 1728,       | Maria von Radziwill                                  | Comtesse von Branicki.                                                   |
| 3 mai 1728,       | Josepha von Sarentheim                               | Comtesse von Wolkenstein.                                                |
| 3 mai 1728,       | Maria Leopoldina von Heissenstein                    | Comtesse von Scherfenberg.                                               |
| 3 mai 1728,       | Maria Teresia von Cziczy                             | Comtesse van der Nath.                                                   |
| 3 mai 1728,       | Marie Antoinette de Czobor                           |                                                                          |
| 3 mai 1728,       | Aloysa von Thierheim                                 | Comtesse di Cavriani.                                                    |
| 3 mai 1728,       | Marie-Josèphe van der Nath                           | Marquise de Monte Cucoli.                                                |
| 3 mai 1728,       | Maria Teresia Straecke von Nedabilis                 | Baronne de Vernier.                                                      |
| 3 mai 1728,       | Marie-Pauline-Josèphe de Jauche                      |                                                                          |
| 3 mai 1728,       | Maria Gabriela von Stubenberg                        | Comtesse von Gallerin.                                                   |
| 3 mai 1728,       | Josepha Ruffo dela Scaletta                          | Duchesse di Fornari.                                                     |
| 3 mai 1728,       | Moresia de Thurn und Taxis                           | Comtesse di Marulli.                                                     |
| 3 mai 1728,       | Carolina von Starbauzen                              |                                                                          |
| 3 mai 1728,       | Carolina von Metsch                                  |                                                                          |
| 3 mai 1728,       | Maria Anna von Ropfing-Lichtneg                      | Comtesse von Königsfels.                                                 |
| 3 mai 1728,       | Maria Anna di Valvasone                              |                                                                          |
| 3 mai 1728,       | Maria Josepha von Ungarte                            |                                                                          |
| 3 mai 1728,       | Maria Theresia von Palfy                             | Comtesse von Draskowytsch.                                               |
| 3 mai 1728,       | Maria Anna von Wipplar                               | Baronne von Wittorf.                                                     |
| 3 mai 1728,       | Maria Carolina van Almeloo                           | Comtesse von Braschman.                                                  |
| 3 mai 1729        | Anne-Christine de Saxe-Weissenfels                   |                                                                          |
| 3 mai 1729        | Maria Teresia von Mansfeld                           | Princesse von Fondi.                                                     |
| 3 mai 1729        | Maria Anne Louise de Horion                          | Comtesse von Veltbrück.                                                  |
| 14 septembre 1729 | Maria Anne Adrienne de Ghistelles                    | Comtesse de Nassau-Corroy.                                               |
| 14 septembre 1729 | Guillemine von Aspremont-Lynden                      |                                                                          |
| 14 septembre 1729 | Maria von Metternich                                 | Baronne von Galen.                                                       |
| 14 septembre 1729 | Angélique de Thurn und Taxis                         | Dame de Bagnano.                                                         |
| 14 septembre 1729 | Maria Josepha von Kulmer                             | Comtesse de Berlo.                                                       |
| 14 septembre 1729 | Maria Anna von Kotulinsky                            | Princesse de Liechtenstein.                                              |
| 3 mai 1730        | Éléonore-Louise de Guastalla                         | Épouse de Francesco Maria de Médicis.                                    |
| 3 mai 1730        | Marie-Florence de Coloma-Bornhem                     | Comtesse de Nyle.                                                        |
| 3 mai 1730        | Maria Theresia Franziska von Hrzan                   |                                                                          |
| 3 mai 1730        | Marie-Anne de la Tour                                | Comtesse de Lanthiery.                                                   |
| 3 mai 1730        | Helena von Furstenberg                               | Baronne von Galen.                                                       |
| 3 mai 1730        | Maria Anna von Sitzendorf                            | Marquise de Perlas.                                                      |
| 1730              | Hedwig Maximiliane von Rechenberg                    | Comtesse von Sternberg puis von Dyhrn.                                   |
| 3 mai 1732        | Marie-Anne de Schwarzenberg                          | Margravine de Bade-Bade.                                                 |
| 3 mai 1732        | Faustina Pignatelli                                  | Princesse de Colubrano.                                                  |
| 3 mai 1733        | Marie-Amélie de Saxe                                 | Reine d'Espagne.                                                         |
| 3 mai 1733        | Éléonore von Thurn und Taxis                         | Comtesse von Perlongo.                                                   |
| 3 mai 1733        | Marie Anne Collette de Lichtervelde                  | Comtesse d'Althan.                                                       |
| 3 mai 1733        | Lambertine Lamoraldine Thérèse du Faing de Hasselt   |                                                                          |
| 3 mai 1733        | Barbe de Csakli                                      |                                                                          |
| 3 mai 1733        | Marie Anne d'Althan                                  | Comtesse von Palfy.                                                      |
| 14 septembre 1733 | Leopoldine von Schrattenbach zu Botzen               | Princesse von Liechtenstein.                                             |
| 14 septembre 1733 | Maria Anna Amelie von Ingelheim                      | Baronne von Trips.                                                       |
| 14 septembre 1733 | Éléonore Bernardine de Hesse-Rheinfels               | Comtesse douairière von Bentheim.                                        |
| 14 septembre 1733 | Marie Claire Philippine de Romrée                    | Comtesse de Coloma-Bornhem.                                              |
| 3 mai 1734        | Ursula Branicka                                      | Princesse Lumborska.                                                     |
| 3 mai 1734        | Elisabeth von Bereni                                 | Comtesse von Czizy.                                                      |
| 3 mai 1734        | Maria Elisabeth von Harrach                          | Comtesse von Gallaich.                                                   |
| 3 mai 1734        | Getrudis de Sans                                     | Comtesse de Thurn und Taxis.                                             |
| 3 mai 1734        | Marie-Antoinette de Bavière                          | Électrice de Saxe.                                                       |
| 14 septembre 1735 | Thérèse-Bénédicte de Bavière                         | Fille de Charles VII du Saint-Empire et de Marie-Amélie d'Autriche.      |
| 14 septembre 1735 | Maria Josepha von Waldstein                          | Comtesse Palfy.                                                          |
| 14 septembre 1735 | Théodora de Hesse-Darmstadt                          | Duchesse de Guastalla.                                                   |
| 14 septembre 1736 | Marie-Victoire d'Arenberg                            | Épouse d'Auguste-Georges de Bade-Bade.                                   |
| 14 septembre 1736 | Marie-Charlotte de Schleswig-Holstein                | Princesse de Löwenstein-Wertheim.                                        |
| 14 septembre 1736 | Charlotte de Byland                                  | Baronne von Frentz.                                                      |
| 14 septembre 1737 | Marie-Anne de Saxe                                   | Électrice de Bavière.                                                    |
| 14 septembre 1738 | Marie Ferdinanda Constancia de Surlet                | Comtesse de Liedekercke.                                                 |
| 14 septembre 1739 | Marie-Josèphe de Saxe                                | Dauphine de France.                                                      |
| 14 septembre 1740 | Maria Anna Josepha Nollet von Weix                   |                                                                          |
| 14 septembre 1740 | Maria Isabella von und zu Hoensbroech                |                                                                          |
| 1741              | Rosa von Harrach                                     |                                                                          |
| 1741              | Jeanne-Amélie de Schleswig-Holstein-Sonderbourg-Beck | Épouse d'Emmanuel de Silva-Tarouca.                                      |

## Élisabeth-Christine de Brunswick-Wolfenbüttel (1742-1750)
| Date              | Dame                             | Remarques                                                                          |
| ----------------- | -------------------------------- | ---------------------------------------------------------------------------------- |
| 1742              | Marie-Thérèse de Herberstein     | Comtesse de Bereni.                                                                |
| 3 mai 1743        | Louise-Françoise de Mailly       | Marquise de Listenois.                                                             |
| 1743              | Anne-Marie de Bereni             | Comtesse de Csakli.                                                                |
| 3 mai 1744        | Marie-Flore d'Arenberg           | Épouse de Jean Charles Joseph de Mérode.                                           |
| 3 mai 1744        | Adélaïde d'Arenberg              | Chanoinesse de Château-Chalon.                                                     |
| 3 mai 1744        | Franciszka Urszula Wiśniowiecka  | Épouse de Michel Casimir Radziwiłł Rybeńko.                                        |
| 3 mai 1745        | Christine de Saxe                | Abbesse de Remiremont.                                                             |
| 3 mai 1745        | Marie-Élisabeth de Saxe          | Fille d'Auguste III de Pologne et de Marie-Josèphe d'Autriche.                     |
| 3 mai 1745        | Barbara Sanguszkowa              | Épouse du Grand maréchal de Lituanie Paweł Sanguszko.                              |
| 14 septembre 1745 | Marie-Anne de Bavière            | Margravine de Bade-Bade.                                                           |
| 14 septembre 1745 | Anne-Charlotte de Lorraine       | Abbesse de Remiremont et de Mons.                                                  |
| 3 mai 1747        | Digne van Hove                   | Épouse du comte Ernest de Winterfeldt, puis du comte Maximilien-Joseph de Lalaing. |
| 3 mai 1748        | Josépha de Bavière               | Impératrice du Saint-Empire, épouse de Joseph II du Saint-Empire.                  |
| 14 septembre 1748 | Anna Lubomirska                  | Épouse de Wacław Rzewuski.                                                         |
| 3 mai 1749        | Marie-Anne d'Autriche            | Abbesse du Frauenstift de Prague puis de Klagenfurt.                               |
| 3 mai 1749        | Genowefa Ogińska                 | Épouse d'Adam Brzostowski.                                                         |
| 3 mai 1750        | Cunégonde de Saxe                | Abbesse de Bilzen, de Thorn et d'Essen.                                            |
| 14 septembre 1750 | Thérèse de Tissona de Crescentin | Comtesse de Richecourt.                                                            |
| 14 septembre 1750 | Marie-Amélie von Brühl           | Épouse du comte Jerzy August Mniszech.                                             |

## Marie-Thérèse d'Autriche (1750-1780)
| Date              | Dame                                         | Remarques                                            |
| ----------------- | -------------------------------------------- | ---------------------------------------------------- |
| 3 mai 1753        | Marie-Christine d'Autriche                   | Gouvernante des Pays-Bas autrichiens.                |
| 15 juillet 1753   | Maria Teresa Cybo-Malaspina                  | Épouse d'Hercule III de Modène.                      |
| 14 septembre 1753 | Élisabeth-Philippine-Claudine de Hornes      | Épouse du prince Gustave-Adolphe de Stolberg-Gedern. |
| 14 septembre 1755 | Marie-Charlotte de Gourcy-Récicourt          | Chanoinesse du chapitre noble d’Épinal.              |
| 22 février 1756   | Élisabeth-Auguste de Palatinat-Soulzbach     | Électrice palatine.                                  |
| 22 février 1756   | Françoise de Palatinat-Soulzbach             | Comtesse palatine de Deux-Ponts-Birkenfeld.          |
| 3 mai 1757        | Marie-Élisabeth de Habsbourg-Lorraine        | Abbesse du chapitre des Dames nobles d'Innsbruck.    |
| 3 mai 1757        | Teofila Strzeżysława Jabłonowska             | Épouse de Józef Sapieha.                             |
| 14 septembre 1757 | Marie-Amélie d'Autriche                      | Duchesse de Parme.                                   |
| 3 mai 1760        | Isabelle de Bourbon-Parme                    | Archiduchesse d'Autriche.                            |
| 3 mai 1761        | Marie-Jeanne Gabrielle d'Autriche            | Archiduchesse d'Autriche.                            |
| 3 mai 1761        | Marie-Josèphe d'Autriche                     | Archiduchesse d'Autriche.                            |
| 1761              | Christine-Philippine-Élisabeth de Trazegnies | Comtesse d'Herzelles.                                |
| 14 septembre 1762 | Marie-Caroline d'Autriche                    | Reine de Naples et de Sicile.                        |
| 1765              | Marie-Thérèse de Cobenzl                     | Comtesse de Sart, vicomtesse de Bruxelles.           |
| 3 mai 1766        | Marie-Antoinette d'Autriche                  | Reine de France.                                     |
| 3 mai 1766        | Marie-Béatrice d'Este                        | Duchesse de Massa et princesse de Carrare.           |
| 1766              | Marie-Louise d'Argenteau                     |                                                      |
| 1773              | Anne-Charlotte de Lavaulx de Vrécourt        | Épouse du marquis Laurent de Mollans.                |
| 1777              | Katarzyna Potocka                            | Comtesse Kossakowska.                                |
| 14 septembre 1779 | Isabella Sergardi Martinozzi                 |                                                      |

## Marie-Louise d'Espagne (1780-1792)
| Date              | Dame                                             | Remarques                                                             |
| ----------------- | ------------------------------------------------ | --------------------------------------------------------------------- |
| 1775/1785         | Augustine de Mollans                             | chanoinesse de Salles, épouse de Claude Léopold de Millet de Chevers. |
| 1775/1785         | Jeanne de Mollans                                | chanoinesse de Salles.                                                |
| 1781              | Konstancja Bekierska                             | Épouse de Kasper Rogaliński.                                          |
| 3 mai 1785        | Urszula Ustrzycka                                | Épouse du comte Rafał Tarnowski.                                      |
| 14 septembre 1785 | Charlotte Victoire Constance du Houx de Dombasle | Épouse du comte Charles Henri Innocent de Gourcy-Récicourt.           |

## Marie-Thérèse de Bourbon-Naples (1792-1807)
| Date       | Dame                                     | Remarque                                |
| ---------- | ---------------------------------------- | --------------------------------------- |
| 1792       | Marie-Antoinette de Waldstein-Wartenberg | Princesse Koháry de Csábrág et Szitnya. |
| 1795       | Sophia von Lindenfels                    | Épouse de Franz von Zandt.              |
| 3 mai 1798 | Maria von Niczky                         | Épouse du comte Peter von Erdödy.       |
| 1805       | Łucja Franciszka Lubomirska              | Épouse de Jerzy Janusz Tyszkiewicz.     |

## Marie-Louise de Habsbourg-Lorraine-Este (1808-1816)
| Date       | Dame                             | Remarque           |
| ---------- | -------------------------------- | ------------------ |
| 3 mai 1808 | Aleksandra Franciszka Lubomirska | Comtesse Rzewuska. |

## Caroline-Auguste de Bavière (1816-1873)
| Date              | Dame                                       | Remarque                                                 |
| ----------------- | ------------------------------------------ | -------------------------------------------------------- |
| 1816              | Isabella Teotochi                          | Comtesse Albrizzi.                                       |
| 1817              | Eleonora Gonzaga di Vescovato              | Épouse de Francesco Zenetti.                             |
| 3 mai 1818        | Marie de Saxe                              | Grande-duchesse de Toscane.                              |
| 1818              | Antonietta Fagnani Arese                   | Comtesse de Barlassina.                                  |
| 1818              | Caroline Török de Szendrö                  | Épouse morganatique du prince George de Hesse-Darmstadt. |
| 6 décembre 1821   | Marie-Ferdinande de Saxe                   | Grande-duchesse de Toscane.                              |
| 6 décembre 1821   | Lucia Migliaccio                           | Duchesse de Floridia.                                    |
| 3 mai 1825        | Amélie de Bavière                          | Reine de Saxe.                                           |
| 1826              | Élisabeth-Scholastique de Sécus            | Comtesse de Grunne.                                      |
| 3 mai 1829        | Julia Teresa Wandalin-Mniszech             | Épouse du comte Franciszek Ksawery Krasicki.             |
| 3 mai 1829        | Marie-Caroline de Bourbon-Siciles          | Duchesse de Berry.                                       |
| 3 mai 1829        | Marie-Louise de Bourbon-Parme              | Princesse héritière de Saxe.                             |
| 3 mai 1829        | Marie-Thérèse de Savoie                    | Duchesse de Parme.                                       |
| 1829              | Jeanne Trach                               | Comtesse de Saint-Genois.                                |
| 19 mars 1830      | Marie-Christine de Bourbon-Siciles         | Reine d'Espagne.                                         |
| 1831              | Adrienne de Bizemont                       | Épouse de Charles Antoine de Gourcy-Récicourt.           |
| 1833              | Caroline de Trautmannsdorff                | Comtesse de Grunne.                                      |
| 1834              | Adélaïde d'Yve de Bavay                    | Marquise d'Assche.                                       |
| 1834              | Ludmille de Thysebaert                     |                                                          |
| 1834              | Hermine-Marie-Amélie de Habsbourg-Lorraine | Archiduchesse d'Autriche.                                |
| 1838              | Louise-Caroline Osy de Zegwaert            | Baronne de Vrints Treuenfeld.                            |
| 14 septembre 1839 | Marie-Antoinette de Bourbon-Siciles        | Grande-duchesse de Toscane.                              |
| 14 septembre 1839 | Amélie de Leuchtenberg                     | Impératrice du Brésil.                                   |
| 14 septembre 1839 | Janvière du Brésil                         | Comtesse d'Aquila.                                       |
| 14 septembre 1839 | Marie-Caroline de Bourbon-Siciles          | Duchesse d'Aumale.                                       |
| 14 septembre 1839 | Marie-Caroline de Habsbourg-Teschen        | Archiduchesse d'Autriche.                                |
| 14 septembre 1841 | Zofia Branicka                             | Princesse Odescalchi.                                    |
| 1852              | Julia Hager von und zu Altensteig          | Comtesse Oldofredi.                                      |
| 1856              | Pauline von Metternich                     | Princesse de Metternich.                                 |
| 1858              | Ida Marie de Liechtenstein                 | Princesse de Schwarzenberg.                              |
| 1862              | Karoline Hunyady von Kéthely               | Baronne von Walterskirchen.                              |
| 10 janvier 1865   | Marie-Thérèse de Modène                    | Reine de Bavière.                                        |
| 1872              | Marie Festetics                            | Dame d'honneur de l'impératrice.                         |

## Élisabeth de Wittelsbach (1873-1898)
| Date | Dame                                         | Remarque                                                           |
| ---- | -------------------------------------------- | ------------------------------------------------------------------ |
| 1873 | Franziska Antonia Henn von Henneberg-Spiegel | Princesse von Auersperg.                                           |
| 1873 | Henriette de Liechtenstein                   | Princesse de Liechtenstein.                                        |
| 1879 | Helena Turkułł                               | Épouse de Karol Mier.                                              |
| 1879 | Marie-Thérèse de Tour et Taxis               | Grande-Maîtresse de la cour impériale.                             |
| 1880 | Stéphanie de Belgique                        | Princesse impériale d'Autriche-Hongrie.                            |
| 1881 | Berthe de Clinchamp                          | Maîtresse du duc d'Aumale.                                         |
| 1887 | Eleonora zu Hohenlohe-Bartenstein            | Princesse Fugger von Babenhausen.                                  |
| 1889 | Sophie Chotek                                | Duchesse de Hohenberg.                                             |
| 1890 | Ida Ferenczy                                 | Dame d'honneur de l'impératrice.                                   |
| 1893 | Zofia Potocka                                | Comtesse Zamoyska.                                                 |
| 1894 | Marie Annonciade de Habsbourg-Lorraine       | Princesse-abbesse du chapitre impérial des Dames nobles de Prague. |

## Marie-Josèphe de Saxe (1898-1918)
| Date | Dame                | Remarque                      |
| ---- | ------------------- | ----------------------------- |
| 1902 | Aleksandra Gniewosz | Épouse de Stefan Rozwadowski. |

## Sources
- W. Maigne, Dictionnaire encyclopédique des ordres de chevalerie civils et militaires créés chez les différents peuples depuis les temps les plus reculés jusqu'à nos jours, Paris, Adolphe Delahays, 1861, 240 p. (lire en ligne)
- L'Ordre des Dames de la croix de l'étoile, établi par sa Majesté l'Impératrice Eléonore douairière de Ferdinand III, Trattner, 1761, 295 p. (lire en ligne)
- « Liste des dames belges admises dans l'Ordre de la Croix étoilée », dans Annuaire de la noblesse de Belgique, Bruxelles, 1850, p. 274-283.
- « Dictionnaire des ordres de chevalerie », sur infobretagne (consulté le 8 octobre 2024)
- Carnet mondain 2016, Bruxelles, 2015, « Dames de la Croix Étoilée », p. 19